# Coruja-preta
A coruja-preta ou mocho-negro (nome científico: Strix huhula) é uma coruja da família dos estrigídeos (Strigidae). Inteiramente noturna, possui tamanho médio e não migra de seu habitat. Encontrada na América do Sul, seus habitats naturais são variados.

## Etimologia
O nome do gênero Strix deriva do latim strix, strigis, referindo-se a uma coruja ou coruja-do-mato, tradicionalmente associada a lendas como uma ave noturna que sugava o sangue de crianças. O epíteto específico huhula deriva do francês Huhul, o nome atribuído por François Levaillant (1799) à coruja-preta. O nome vernáculo coruja tem origem controversa. Segundo Joan Coromines, possivelmente do latim tardio curusa, -ae, com o sentido de “ave noturna”. A forma curuja é registrada já no século XV, passando a coruja por volta de 1543.

## Taxonomia
A coruja-preta foi descrita por François Marie Daudin em 1800. Sua taxonomia não é clara em vários pontos. Alguns autores a incluem no gênero Ciccaba (corujas de tamanho médio encontradas na América do Sul), junto com a coruja-de-cara-negra (Ciccaba nigrolineata), a coruja-do-mato-neotropical (Ciccaba virgata) e a coruja-dos-andes (Ciccaba albitarsis). No entanto, outros incluem todas as espécies de Ciccaba ao gênero Strix. Além disso, há algum debate sobre se a coruja-preta e a coruja-de-cara-negra são ou não a mesma espécie. Alguns afirmam que sim, devido às suas vocalizações serem semelhantes e ao fato de responderem aos chamados do outro. Outros afirmam que é improvável que sejam da mesma espécie, visto que as vocalizações são diferentes, mesmo quando seu alcance é sobreposto.
Uma coruja registrada no norte do Equador (oeste da província de Napo) foi recentemente identificada como pertencente à espécie atual, embora apresente vocalizações um pouco distintas, mais semelhantes às da S. nigrolineata. Essa população, conhecida como coruja-de-san-isidro, pode representar uma subespécie ainda não descrita ou até mesmo uma espécie nova. Estudos adicionais, incluindo a análise de um número maior de amostras de DNA, são necessários para esclarecer sua identidade taxonômica.
Há duas subespécies reconhecidas da coruja-preta:
- S. h. huhula, que se distribui principalmente no norte e centro da América do Sul.
- S. h. albomarginata, que habita principalmente o sudeste do Brasil, leste do Paraguai e áreas adjacentes do nordeste da Argentina.

## Descrição
A coruja-preta mede de 30 a 36 centímetros de comprimento e pesa 397 gramas. Apresenta disco facial enegrecido, com sobrancelhas e margens do disco salpicadas de branco. O corpo é inteiramente marrom-escuro, com as partes superiores exibindo barras brancas muito estreitas e onduladas, e as partes inferiores com barras bastante regulares que se alargam ligeiramente em direção à parte inferior. A cauda é preta, com cerca de quatro barras brancas estreitas e uma ponta branca mais larga. O tarso é franjado e barrado. As íris variam do marrom-escuro ao alaranjado, possivelmente em função da idade. A cera e o bico apresentam coloração entre o chifre-amarelado e o amarelo-alaranjado claro; os dedos são amarelados. Distingue-se da coruja-de-cara-negra  pela presença de barras na coroa e nas partes superiores. Os juvenis são mais acastanhados e intensamente barrados.
Em todas as idades, o bico apresenta variação de coloração entre amarelo-vivo, amarelo-alaranjado e amarelo-alaranjado-cereja. A íris pode ser marrom-alaranjada escura, marrom, marrom-amarelada clara ou marrom-avermelhada, enquanto nos indivíduos juvenis tende a ser marrom-escura, com reflexos azulados e oleosos. Os tarsos são emplumados, com listras alternadas esbranquiçadas e escuras; os dedos são nus, de coloração amarelo-vivo ou amarelo-alaranjado, e as garras apresentam tonalidade córnea amarelada.

### Plumagem
A coruja-preta apresenta 10 primárias funcionais (de p1 a p10), 14 secundárias (de s1 a s11, incluindo três terciais, t1 a t3) e 12 retrizes (de r1 a r6 em cada lado da cauda). Como outras corujas, é diastatáxica, o que significa que perdeu evolutivamente uma secundária entre as atuais s4 e s5. As variações geográficas em sua aparência são mínimas. A terminologia de muda e plumagem segue convenções estabelecidas, e as descrições são baseadas principalmente em Marks et al. e König e Weick, com Pyle como referência para determinação de idade em outras espécies de Strix. Machos e fêmeas têm aparência semelhante em todas as plumagens, e a plumagem definitiva é atingida na Terceira ou Quarta Plumagem Básica. Embora a plumagem natal da espécie não tenha sido descrita, presume-se, com base na coruja-de-cara-preta, que seja esbranquiçada. A plumagem corporal juvenil é branco-acinzentada com densa barragem preta, discos faciais pretos contrastantes e penas corporais filamentares, enquanto as de voo são penáceas.
A plumagem formativa se assemelha à definitiva básica, mas exibe contrastes visíveis: coberteiras superiores formativas pretas e brilhantes contrastam com as rémiges e retrizes juvenis desbotadas, estreitas e com pontas arredondadas ou afiladas. As retrizes juvenis retidas têm pontas brancas largas e limpas, sem manchas escuras. Algumas terciais podem ser substituídas nessa fase e se destacam pelo brilho escuro. As segunda e terceira plumagens básicas são similares à definitiva, mas ainda retêm rémiges juvenis, permitindo sua identificação. Durante a segunda muda pré-básica, de uma a cinco primárias (entre p1 e p4–p8) e de quatro a oito secundárias (como s1–s2, s5–s7, s12–s13) podem ser trocadas, gerando contraste com penas juvenis restantes (p1–p4, p8–p10, s2–s4, s7–s10), que estão desgastadas e marrons. Na terceira plumagem básica, a presença de penas juvenis entre gerações de penas básicas permite diferenciação, a menos que todas as rémiges juvenis sejam substituídas - nesse caso, torna-se indistinguível da definitiva.
A aparência da plumagem básica definitiva inclui partes superiores e coberteiras das asas negras fuliginosas, com franjas brancas estreitas que criam barras variáveis, formando um colar posterior indistinto contínuo com as barras do ventre. Retrizes negras com cerca de quatro barras brancas estreitas e faixa terminal branca. O disco facial é preto em forma de coração, com borda e sobrancelhas salpicadas de branco, envoltas por um triângulo preto até o bico. As coberteiras primárias superiores são pretas brilhantes, com rêmiges escuras e discretamente listradas de branco ou marrom-acinzentado. As partes inferiores, incluindo coberteiras infracaudais e penas tarsais, são densamente listradas de branco e preto. A definitiva distingue-se pelas coberteiras e rêmiges mais largas, negras e uniformes, ou por penas básicas enegrecidas com padrões irregulares. As primárias externas e retrizes são mais truncadas e frescas, com pontas brancas mais estreitas.

### Muda
A terminologia utilizada para muda e plumagem segue o sistema de Humphrey e Parkes e Howell et al., que se baseia na evolução das mudas ao longo das linhagens ancestrais de aves - derivadas da ecdise em répteis - em vez de aspectos relacionados à reprodução, localização ou sazonalidade. Assim como outras espécies do gênero Strix, a coruja-preta apresenta uma estratégia básica complexa, caracterizada por uma muda pré-formativa parcial e por mudas pré-básicas definitivas completas, mas sem muda pré-alternativa. A muda pré-juvenil é completa, iniciando-se ainda no ninho e completando-se no território natal, durante e após a emplumação. Embora haja pouca informação específica sobre essa muda na coruja-de-faixa-preta, dados de outras Strix indicam que a penugem natal é substituída por penas juvenis filamentares entre duas e três semanas de idade, coincidindo com a eclosão e crescimento rápido das primárias. Por volta de oito a dez semanas, a muda geralmente está concluída, com o crescimento das primárias externas e retrizes finalizado por último. Resquícios de penugem podem ainda estar visíveis na cabeça e nas coxas até os quatro meses de idade. A muda pré-formativa, por sua vez, é parcial e substitui penas do corpo e coberteiras secundárias das asas superiores, mas não as rémiges nem as retrizes. Em outras Strix, essa muda se inicia por volta da sexta semana, com penas dorsais e escapulares surgindo primeiro, seguidas pelas do abdômen, flancos e parte superior do peito.
As mudas pré-básicas seguintes podem ser incompletas, como observado em outras corujas do gênero. Incluem a maioria das penas corporais e coberteiras superiores das asas, além de algumas rémiges e geralmente todas as retrizes - embora estas últimas possam ser retidas até a Terceira Muda Pré-básica. A substituição das primárias tende a seguir um padrão bidirecional, iniciando em p5 ou p6 e seguindo distalmente a partir de p1, com as últimas trocas entre p2–p4 e p9–p10. As secundárias são substituídas bilateralmente a partir das terciais médias e proximalmente a partir de s1 e s5, com as últimas trocas entre s3–s4 e s7–s10. A segunda muda pré-básica geralmente envolve as terciais, de uma a cinco secundárias (s1–s2, s5–s6, s10–s11) e de uma a cinco primárias (p4–p8 e possivelmente p1). A terceira muda pré-básica pode continuar essa sequência ou iniciar uma nova, especialmente entre as terciais, resultando na substituição total ou parcial das rémiges juvenis. Já a muda pré-básica definitiva parece ser frequentemente incompleta, semelhante ao padrão de espécies boreais, e pode incluir múltiplas ondas de substituição em padrão Staffelmauser, com duas ou mais gerações de penas básicas presentes simultaneamente após sua conclusão.

## distribuição e habitat

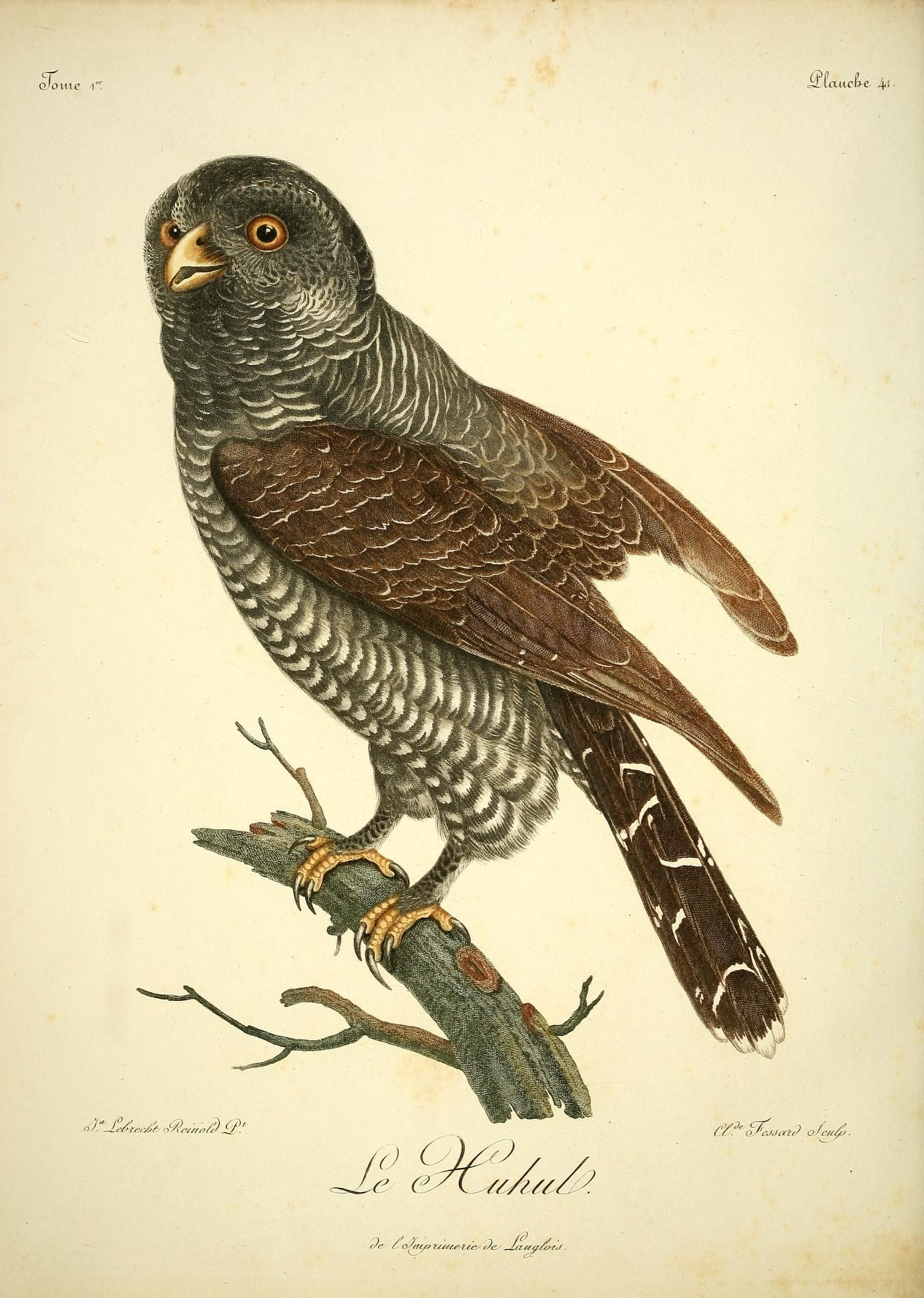
Desenho de 1799-1808

A coruja-preta é difícil de detectar e é um dos estrigídeos menos conhecidos na América do Sul. Seu tamanho populacional não foi avaliado, mas é descrito como uma ave relativamente comum, embora esteja distribuída de forma irregular. Poucos avistamentos foram registrados. Existem duas populações disjuntas de coruja-preta: uma ocorre no leste da Colômbia, sul da Venezuela e nas Guianas, estendendo-se até o nordeste do Brasil, sul e leste do Peru e noroeste da Argentina; a outra está presente no sudeste do Brasil, leste do Paraguai e nordeste da Argentina.
A coruja-preta habita principalmente floresta úmida e clareiras, incluindo áreas de floresta com araucária no sul de sua distribuição. No Equador, é registrada quase exclusivamente na floresta úmida do nordeste, enquanto no Brasil ocorre em diversos tipos de floresta atlântica, como a mata de igapó e a floresta de terra firme. Embora seja mais comum do nível do mar até cerca de 500 metros de altitude, também há registros esparsos em até 1 400–1 500 metros. Na província de Misiones, Argentina, foi registrada entre 240 e 600 metros, em florestas primárias, secundárias e fragmentadas. Em algumas regiões, adapta-se a ambientes modificados, sendo ocasionalmente encontrada em plantações de café, banana e pinheiros, além de florestas exploradas seletivamente e parques urbanos.
A dificuldade em detectar a espécie é bem ilustrada pelo fato de que S. h. albomarginata foi encontrada apenas algumas vezes nos últimos anos na Mata Atlântica do Brasil e do Paraguai, e apenas duas vezes até 2012 no Parque Nacional Equatoriano de Podocarpus. Na região de Minas Gerais, Brasil, só foi avistada uma segunda vez 170 anos depois de ter sido registrada pela primeira vez. Da mesma forma, apenas relatos históricos sem evidências que o corroborem existiam no Paraguai antes de 1995. Também foi considerada a menos abundante das corujas semelhantes na província de Misiones, na Argentina. Em 2018, notou-se que a espécie é "desejada no álbum de registros dos observadores de aves" diante da dificuldade de ser avistada.

## Comportamento

### Vocalização
A vocalização da coruja-preta é variada e inclui diferentes chamados associados ao comportamento reprodutivo e territorial. O canto típico do macho consiste em uma frase de vaias guturais e cambiantes, geralmente compostas por três a quatro notas profundas, seguidas por uma pausa de aproximadamente 0,6 a 1,5 segundo e encerradas com um ou dois pios mais curtos e agudos; as fêmeas emitem uma versão ligeiramente mais aguda desse canto. Durante o período de aninhamento, surgem novas vocalizações, incluindo dois tipos distintos de gritos. Perto do ninho, machos foram registrados emitindo séries descendentes de seis a sete notas para chamar suas parceiras, às quais as fêmeas respondiam com o mesmo padrão ou com uma, duas ou três notas — estas últimas também ouvidas fora do contexto reprodutivo. Outras vocalizações incluem um grito agudo ascendente, um grito estridente e uma sequência de quatro notas bhú graves seguidas de um bÚhu mais agudo e ligeiramente descendente após uma pausa longa. Além disso, emite um som mecânico com as asas, aparentemente relacionado à reprodução, e pode responder vocalmente a indivíduos da espécie aparentada, a coruja-de-cara-preta.

### Dieta
Poucas informações estão disponíveis sobre os hábitos alimentares da coruja-preta, mas registros indicam que sua dieta é composta principalmente por grandes insetos, como mariposas (especialmente esfingídeos), besouros (incluindo escaravelhos, gorgulhos curculionídeos e Cerambycinae), gafanhotos (acridídeos), baratas (blatídeos) e louva-a-deus. Também foram observadas capturando mariposas no ar, na vegetação do dossel e no solo durante a noite. Pequenos vertebrados, como roedores, réptiles, morcegos e aves, também podem ser consumidos, ainda que com menor frequência. No nordeste da Argentina, um estudo relatou que todas as dez presas levadas a um filhote eram grandes mariposas noturnas da família dos esfingídeos. Morcegos foram encontrados no estômago de indivíduos adultos, e há registros de adultos se alimentando e alimentando filhotes com mariposas.

### Reprodução
Pouco se sabe sobre a reprodução da coruja-preta, com os primeiros registros de nidificação publicados apenas em 2013. A espécie parece seguir padrões semelhantes aos de outras corujas dos gêneros Ciccaba e Strix, com postura aparentemente única por temporada e filhote único. O ninho é construído em forquilhas de árvores, e não em cavidades, e pode ser reutilizado em anos subsequentes, embora a reprodução não ocorra necessariamente de forma consecutiva. Durante o período de incubação, de setembro a novembro, observou-se que o ovo era incubado continuamente durante o dia e quase toda a noite, sendo deixado sozinho por breves intervalos de 5 a 10 minutos; esse padrão foi mantido por pelo menos três semanas após a eclosão. Presume-se que a fêmea realize toda a incubação e o cuidado com o filhote, comportamento consistente com o observado em outras espécies de corujas. Ambos os adultos, no entanto, contribuem com a defesa ativa do território e provavelmente excluem outras espécies de corujas da área ao redor do ninho. Um ninho registrado no nordeste da Argentina abrigava um filhote em outubro-novembro de 2010 e um ovo (não eclodido) entre setembro e novembro de 2012; localizava-se na forquilha principal de uma árvore (Parapiptadenia rigida) a 15,2 metros do solo, protegido por epífitas e três galhos verticais. O ovo media 47,2 × 39,4 milímetros e foi incubado pela fêmea por pelo menos 77 dias em 2012. Em 2010, ambos os adultos participaram do fornecimento de alimento ao filhote.

## Conservação
A União Internacional para a Conservação da Natureza (UICN) classifica a coruja-preta como pouco preocupante (LC), pois ocorre numa distribuição extremamente grande e não se aproxima dos limiares para Vulnerável sob o critério de tamanho de distribuição (segundo a IUCN, extensão de ocorrência < 20 mil quilômetros quadrados combinada com um tamanho de distribuição decrescente ou flutuante, extensão/qualidade do habitat ou tamanho populacional e um pequeno número de locais ou fragmentação severa). Sabe-se que suas populações estão em tendência decrescente, mas o declínio não é suficientemente rápido para se aproximar dos limiares para vulnerável (> 30% de declínio ao longo de dez anos ou três gerações) e sua população é muito grande, o que igualmente descaracteriza a classificação como vulnerável (< 10 mil indivíduos maduros com um declínio contínuo estimado em > 10% em dez anos ou três gerações, ou com uma estrutura populacional especificada).
Em 2005, foi classificada como vulnerável na Lista de Espécies da Fauna Ameaçadas do Espírito Santo; em 2010, sob a rubrica de "dados insuficientes" no Livro Vermelho da Fauna Ameaçada no Estado do Paraná; em 2011, como em perigo na Lista das Espécies da Fauna Ameaçada de Extinção em Santa Catarina; em 2014, sob a rubrica de "dados insuficientes" no Livro Vermelho da Fauna Ameaçada de Extinção no Estado de São Paulo; e em 2018, como pouco preocupante na Lista Vermelha do Livro Vermelho da Fauna Brasileira Ameaçada de Extinção do Instituto Chico Mendes de Conservação da Biodiversidade (ICMBio). A coruja-preta consta ainda no Apêndice II da Convenção sobre o Comércio Internacional das Espécies Silvestres Ameaçadas de Extinção (CITES).